# Цивільний контроль над збройними силами
Цивільний контроль над збройними силами — один з ключових принципів забезпечення національної безпеки демократичної країни, основний напрямок державної політики у сфері державної безпеки, який передбачає беззастережну підлеглість Збройних Сил та інших військових формувань демократично обраній політичній владі. На противагу цієї доктрині, повний контроль з боку військового керівництва держави над цивільними інститутами країни, зветься військовою диктатурою. Відсутність повноцінного контролю над воєнною організацією в державі призводить до існування, так званої «держави всередині держави».

## Зміст
Демократичний цивільний контроль – це невід'ємна частина цивільно-військових відносин у демократичних країнах, які базуються на основних принципах ліберальної демократії. Як свого часу висловився відомий французький політик Жорж Клемансо:
«Війна це занадто серйозна річ, щоб довірити її військовим»
.
Водночас, цивільний контроль над збройними силами становить дуже складний механізм управління (контролю) над армією з боку народу як через державні інститути, так і через свої неформальні незалежні об'єднання, спрямований на те, щоб стан і застосування збройних сил відповідали потребам та інтересам суспільства. В розвинутому демократичному суспільстві процес цивільного контролю над збройними силами здійснюється в різних формах і за допомогою розгалуженого комплексу способів, що стоять на перешкоді можливості небезпечних для суспільства антидержавних дій військових. Тому, усі гілки влади мають відповідні механізми контролю за неухильним дотриманням цих принципів.
У прямому сенсі контроль означає перевірку чи спостереження з метою перевірки. У соціальних процесах контроль являє собою систему заходів, що забезпечують своєчасне виявлення негативних явищ та тенденцій в стані функціювання тих чи інших об'єктів, утворень, інститутів. Його значення – не в
безпосередньому вирішенні нагальних проблем та суперечностей, а у зібранні інформації в інстанціях, які за своїм статусом повинні приймати відповідні рішення.
Цивільний контроль над військовою організацією та правоохоронними органами, загалом є невід'ємною складовою частиною загальносуспільного демократичного процесу, системою унеможливлення неконституційних рішень і дій, попередження відчуження війська від влади та безконтрольності дій воєначальників. Принцип цивільного контролю над військовою організацією та правоохоронними органами держави відображає суспільно-необхідну діяльність з метою покращити координацію між цивільним та керівництвом силових структур, можливість узгодження демократичних цінностей з адекватною оборонною політикою.
Одним із головних принципів ефективних цивільно-військових стосунків, властивих західним демократіям, є те, що називається спільною відповідальністю за національну оборону. Це означає, що уряди встановлюють оборонні цілі й забезпечують їх виконання відповідними ресурсами, а військові — забезпечують боєготовність збройних сил, аби досягнути окреслені цілі.

## Варіанти демократичного цивільного контролю
Загалом фахівці в галузі політології розрізняють дві основні моделі цивільного контролю: американську і німецьку.
Американський варіант полягає в наступному: по-перше, конгресу надано право обговорювати і затверджувати військовий бюджет, вимагати звіту вищих військових чинів про стан справ в армії, видавати статути, порадники, що регламентують дії військ; по-друге, цивільне міністерство оборони, де міністр, його заступники є цивільними особами, здійснює безпосереднє військово-політичне управління військами; по-третє, політичні права і свободи військовослужбовців мають значні правові обмеження.
Німецький варіант відрізняється, передусім, тим, що, крім законодавчих прав парламенту, встановлений спеціальний інститут уповноваженого бундестагу з оборони «для захисту основних прав і як допоміжний орган бундестагу при здійсненні ним парламентського контролю». Він обирається парламентом терміном на п'ять років і підпорядковується тільки йому, володіючи великими повноваженнями. Крім того, міністр оборони – цивільна особа, а його заступники та інші армійські керівники – військові. Довіра до них з боку політичного керівництва виходить із прагнення не підірвати ефективність військового управління.
Кожний військовослужбовець у Німеччині від генерала і до солдата розглядається як громадянин у військовій формі. Громадянин, що володіє всіма громадянськими правами, котрі не можуть бути свавільно відмінені, зупинені чи звужені представниками військового чи державного керівництва, в тому числі й вступу до політичних партій (при цьому забороняється агітувати в інтересах партії на службі), участі в політичних заходах у позаслужбовий час. Разом з тим, кожний військовослужбовець Бундесверу, як громадянин, повинен свідомо погодитися з обмеженням його основних свобод, а саме: свободи переміщення, участі у страйках чи політичних демонстраціях.
Водночас, різноманіття варіацій цивільного контролю не обмежується тільки цими двома версіями. Одною з різновидів цивільного контролю є так звана британська модель, яка характеризується тим, що головні напрямки військової політики розробляються Комітетом оборони на чолі із прем'єр-міністром Великої Британії. Як колегіальний орган Комітет оборони здійснює загальне керівництво збройними силами, які комплектуються за рахунок набору добровольців за контрактом. Головним інструментом громадянського контролю є процес формування бюджету, що є головним завданням Кабінету Міністрів Об'єднаного Королівства. У цей процес не втручається навіть Палата Лордів, окрім тих її членів, які є і членами уряду. Комісія Палати Громад займається лише питаннями воєнної політики та довготривалими військовими програмами. Комісія з державних рахунків аналізує ефективність витрат на оборону за участю Міністерства фінансів, при чому найбільші фінансові витрати у сфері оборони обговорюються на засідання комісії з озброєння із залученням спеціалістів різних відомств. На практиці Палата лордів та Королева втручаються у справу формування військового бюджету лише за традицією, по суті формально.
«Французька модель» характеризується традиційно сильним парламентським контролем, де часто відбувається широка полеміка та гостра політична боротьба партій Франції за вплив на збройні сили. Французи традиційно вважають армію «особливою силою», здатною впливати на хід подій у суспільстві, зокрема на вибори в парламент. Характерною рисою французького досвіду цивільного контролю є те, що вплив громадянського суспільства на армію відбувається переважно та безпосередньо на місцевому рівні. Цю роботу активно провадять місцеві осередки політичних партій. На контроль впливають і різні напівофіційні цивільні організації, комітети та комісії, які розглядають різні питання стосовно планів проведення пропагандистської роботи, розробляють рекомендації молодим воїнам, пропагують здоровий спосіб життя тощо.
Але, в цілому, й найзагальнішому вигляді, система демократичного цивільного контролю складається з базовим критеріїв:
- по-перше, контроль і керівництво армією з боку законодавчої влади (парламент приймає концепцію національної воєнної політики, призначає чи затверджує військове командування, затверджує військовий бюджет, визначає повноваження збройних сил у надзвичайних обставинах), з боку виконавчої влади (керівництво збройних сил підлегле цивільному уряду; керування військовою адміністрацією здійснює один із членів уряду – також цивільна особа) і з боку судової влади (контроль за тим, щоб діяльність армії не порушувала основних прав і свобод громадян; захист прав і свобод військовослужбовців);
- по-друге, вище керівництво збройними силами здійснюється політичними керівниками, що несуть відповідальність перед парламентом і виборцями;
- по-третє, створення всередині збройних сил системи обмежень, що ускладнюють чи виключають використання армії в антиконституційних цілях;
- по-четверте, безпосередній контроль за армією з боку суспільства[6].